# Кушелєв Михайло Миколайович
Миха́йло Микола́йович Ку́шелєв (* 1888, Кам'янець-Подільський — † 15 травня 1971, Житомир) — перший голова Кам'янець-Подільської міської Ради робітничих і солдатських депутатів (1917). Почесний громадянин Кам'янця-Подільського (1967).

## Біографічні відомості
Михайло Кушелєв народився 1888 року в Кам'янці-Подільському  в сім'ї робітника-друкаря.
Закінчив у Кам'янці-Подільському чотирикласне міське училище. У 1905—1912 роках працював складальником Кам'янець-Подільської губернської друкарні. За спогадом Кушелєва, 1906 року він «налагодив друкування листівок у губернській друкарні, за що був заарештований і вісім місяців відбував покарання в тюрмі на Польських фільварках. Після виходу з тюрми і далі працював у друкарні та підпільно вів роботу серед робітників підприємств Кам'янця-Подільського та суконних фабрик Дунаївців» .
12 березня (25 березня за новим стилем) 1917 року відбулося перше засідання Кам'янець-Подільської міської Ради, на якому обрано виконавчий комітет. Більшовики у цій Раді не мали більшості. Вони створили фракцію, яку очолив Анатолієв. До складу більшовицької фракції входив і Кушелєв .
1 листопада (14 листопада за новим стилем) 1917 року Кушелєва обрано першим головою Кам'янець-Подільської міської Ради робітничих і солдатських депутатів. Як згадував Кушелєв, «1 листопада 1917 року ми зібралися в будинку окружного суду (на розі вулиці Дворянської та Губернаторської площі). Були тут робітники та представники військових частин Південно-Західного фронту. Ми встановили радянську владу. Тут мене обрали першим головою першого в Кам'янці-Подільському радянського органу — Ради робітничих депутатів». В іншому спогаді Кушелєв вказує іншу дату: «На початку 1918 року в місті була створена перша більшовицька Рада робітничих і солдатських депутатів, головою якої обрали мене» .
Від листопада 1918 року до лютого 1919 року працював у Кам'янець-Подільському більшовицькому підпіллі. Потім був головою Надзвичайної комісії, заступником голови губвиконкому, у 1920—1921 роках — інструктором політвідділу у 3-й дивізії 13-ї армії.
1925 року переїхав на Житомирщину.
Нагороджено орденом Леніна.
5 листопада 1967 року п'ята сесія Кам'янець-Подільської міської ради одинадцятого скликання надала Кушелєву звання «Почесний громадянин Кам'янця-Подільського».
23 січня 1990 року Кам'янець-Подільський міськвиконком надав ім'я Кушелєва новій вулиці в селі Довжок Кам'янець-Подільського району — на території індивідуальної забудови на міських землях.